# ياسين حتحات
ياسين حتحات (مواليد 30 يوليو 1991) عداء جزائري للمسافات المتوسطة. شارك في سباق 1500 متر في بطولة العالم 2015 في بكين.
تأهل إلى دورة الألعاب الأولمبية الصيفية 2016 في ريو دي جانيرو وبلغ نصف النهائي في 800 متر بوقت 1:44.81 دون أن يتمكن من الوصول إلى النهائي إلى جانب الجزائري الآخر توفيق مخلوفي.
في عام 2021، تأهل مرة أخرى لدورة الألعاب الأولمبية الصيفية لعام 2020 بعد أن حقق أفضل رقم شخصي جديد قدره 1:44.25 في كاستيلون (إسبانيا) في 29 يونيو 2021. وأقصي حتحات من هذه الألعاب بعد احتلاله المركز الخامس في السلسلة السادسة لسباق (800 متر)،

## المسابقات الدولية
| العام            | المسابقة                                      | المكان           | المركز           | ملاحظة           |                                                |
| منافس من الجزائر | منافس من الجزائر                              | منافس من الجزائر | منافس من الجزائر | منافس من الجزائر | منافس من الجزائر                               |
| ---------------- | --------------------------------------------- | ---------------- | ---------------- | ---------------- | ---------------------------------------------- |
| 2013             | Mediterranean Games [الإنجليزية]              | مرسين            | الرابع           | 800 م            | 1:46.26                                        |
| 2013             | Mediterranean Games [الإنجليزية]              | مرسين            | الرابع           | 4 × 400 m relay  | 3:08.27                                        |
| 2013             | Islamic Solidarity Games [الإنجليزية]         | فلمبان           | 6th              | 800 م            | 1:49.55                                        |
| 2015             | بطولة العالم لألعاب القوى 2015                | بكين             | 20th (h)         | 1500 م           | 3:40.16 [الإنجليزية]                           |
| 2015             | African Games [الإنجليزية]                    | برازافيل         | 9th (h)          | 800 م            | 1:50.27                                        |
| 2016             | ألعاب القوى في الألعاب الأولمبية الصيفية 2016 | ريو دي جانيرو    | 10th (sf)        | 800 م            | 1:44.81 [الإنجليزية]                           |
| 2018             | Mediterranean Games [الإنجليزية]              | طركونة           | الرابع           | 800 م            | 1:48.21                                        |
| 2018             | African Championships ‏                        | أسابا            | 14th (h)         | 800 م            | 1:48.59                                        |
| 2019             | بطولة العالم لألعاب القوى 2019                | الدوحة           | 17th (sf)        | 800 م            | بطولة العالم لألعاب القوى 2019 – رجال 800 متر ‏ |
| 2021             | الألعاب الأولمبية الصيفية 2020                | طوكيو            |                  | 800 م            |                                                |

## أفضل الأرقام الشخصية
| المنافسة | المنافسة        | الوقت                     | المكان              | التاريخ        |
| -------- | --------------- | ------------------------- | ------------------- | -------------- |
| 800 متر  | في الهواء الطلق | 1:44:24                   | كاستيلو دي لا بلانا | 29 يونيو 2021  |
| 800 متر  | القاعة          | دقيقة واحدة و 50 ثانية 24 | براغ                | 25 فبراير 2014 |
| 1000 متر | في الهواء الطلق | 2:16:59                   | سيكسفهيرفار         | 2 يوليو 2018   |
| 1500 متر | في الهواء الطلق | 3:35:68                   | أورديجم             | 5 يوليو 2014   |
| ميل      | في الهواء الطلق | 3:59:68                   | اوسترافا            | 20 يونيو 2019  |

## روابط خارجية
- ياسين حتحات على موقع الاتحاد الدولي لألعاب القوى (الإنجليزية)
- ياسين حتحات على موقع الدوري الماسي (الإنجليزية)
- ياسين حتحات على موقع أوليمبيديا (الإنجليزية)